# Sabine Thurau
Sabine Thurau (* 1956) ist eine deutsche Juristin, Polizeibeamtin und frühere Präsidentin des Hessischen Landeskriminalamts.

## Werdegang
Thurau trat 1974 in den Kriminaldienst der hessischen Polizei ein, da zu dieser Zeit Frauen nicht in der Schutzpolizei eingesetzt wurden. Sie war dort als Sachbearbeiterin für Rauschgift- und Betrugsdelikte eingesetzt. Während eines Erziehungsurlaubs begann sie ein Studium der Rechtswissenschaften, das sie 1987 abschloss. Vor dem Beginn des erforderlichen Referendariats ließ sie sich aus dem Beamtenverhältnis entlassen. Nach Abschluss ihres Referendariats mit dem Zweiten Staatsexamen am Landgericht Frankfurt wurde sie als stellvertretende Leiterin der Justizvollzugsanstalt Frankfurt am Main IV in den Justizdienst des Landes Hessen übernommen.
1992 wechselte Thurau wieder zur Polizei Hessen, wo sie in den höheren Dienst übernommen wurde. Sie absolvierte einen Studienkurs an der Polizeiführungsakademie in Münster-Hiltrup, bevor sie 1994 ein Kommissariat im Polizeipräsidium Frankfurt am Main übernahm. Von 1995 bis 1996 übernahm sie die Leitung der Kriminalinspektion in Hofheim am Taunus. Im August 1996 erfolgte eine Abordnung zum Hessischen Innenministerium, wo sie verschiedene Referentenstellen innehatte und daneben auch zur Gleichstellungsbeauftragten bestellt wurde.
Von 2002 bis Juli 2004 übernahm sie die Leitung der Abteilung „Kriminalitätsbekämpfung“ im Hessischen Landeskriminalamt (HLKA). Im August 2004 wechselte sie als Abteilungsleiterin zurück ins Hessische Innenministerium. Am 1. Dezember 2005 wurde sie zur Polizeivizepräsidentin des Polizeipräsidiums Frankfurt am Main ernannt.
Zum 1. März 2010 wurde ihr vom damaligen hessischen Innenminister Volker Bouffier die Leitung des Hessischen Landeskriminalamts übertragen. Sie übernahm das Amt von Peter Raisch, der im Januar des Jahres an einem Herzinfarkt verstorben war. Diese Ernennung wurde wegen der fehlenden Ausschreibung von Berufsverbänden und Gewerkschaften kritisiert.
Aufgrund der Einleitung eines Ermittlungsverfahrens wegen des Verdachts der uneidlichen Falschaussage wurde Thurau am 9. November 2010 auf eigenen Wunsch vorübergehend von ihren Aufgaben als Präsidentin des HLKA entbunden.
Thurau hatte im September 2009 vor dem Frankfurter Amtsgericht in einem Verfahren gegen einen wegen Spesenbetrugs angeklagten Beamten des Frankfurter Polizeipräsidiums ausgesagt.
Nach einem Urteil des Landgerichts Frankfurt vom März 2011 in dem Rechtsstreit des Beamten gegen das Land Hessen auf die Zahlung von Schmerzensgeld habe Thurau als Frankfurter Polizeivizepräsidentin 2006 in einer Dienstbesprechung vor Kollegen mitgeteilt, dieser Beamte sei als Leiter der Fahndungsabteilung in „schwerste kriminelle Machenschaften verstrickt und werde nicht mehr in die Dienststelle zurückkehren“. Thuraus Darstellungen ließen nach Auffassung des Landgerichts die erforderliche Rücksichtnahme auf die berechtigten Interessen des klagenden Beamten vermissen und verletzten seinen Anspruch auf soziale Anerkennung. Der Beamte sei – so das Landgericht – durch die Sätze Thuraus stigmatisiert und in seinem Ansehen erheblich beschädigt worden. Thurau habe demnach den ihr unterstellten Beamten „vorverurteilt“ und gegen die Unschuldsvermutung verstoßen. Das Gericht sprach dem klagenden Beamten ein Schmerzensgeld zu, erkannte jedoch keine weitergehenden Rechtsverletzungen an.
Im Juni 2011 wurde Thurau vom hessischen Innenminister Boris Rhein beschieden, die beamtenrechtliche Probezeit nicht bestanden zu haben. Das Innenministerium gab an, dass sich Thurau selbst zu der festgestellten „Nichtbewährung“ äußern könne, bevor die Entscheidung endgültig feststehe. Thuraus Anwalt kritisierte die in diesem Zusammenhang gefallene Äußerung von Innenminister Rhein „Eine Rückkehr [von Thurau] an die LKA-Spitze ist definitiv ausgeschlossen“ wegen der fehlenden Anhörung als eine als Vorverurteilung zu wertende Behauptung.
Am 19. August 2011 wurde Thurau von Innenminister Rhein endgültig beschieden, nicht mehr an die Spitze des Hessischen Landeskriminalamts zurückzukehren. Ihre Amtszeit endete mit dem 30. September 2011. Thurau focht diese Entscheidung vor dem Verwaltungsgericht Wiesbaden an und erhielt Recht. Dieses Urteil wurde im Dezember 2012 vom Hessischen Verwaltungsgerichtshof bestätigt.
Am 25. September 2013 nahm Thurau ihre Amtsgeschäfte wieder auf. Zum 31. März 2021 trat sie aus Altersgründen in den Ruhestand.